# Eutegaeus membraniger
Eutegaeus membraniger är en kvalsterart som beskrevs av Hammer 1966. Eutegaeus membraniger ingår i släktet Eutegaeus och familjen Eutegaeidae. Inga underarter finns listade i Catalogue of Life.